# Східно-Руновщинське газове родовище
Східно-Руновщинське газове родовище — дрібне родовище у Полтавській області України, за два десятки кілометрів від північно-східної околиці Полтави. Відноситься до Руденківсько-Пролетарського нафтогазоносного району Східного нафтогазоносного регіону України.

## Опис
Східно-Руновщинське відноситься до групи родовищ, виявлених у різних місцях мезозойської купольної структури, пов'язаної із розташованим нижче соляним діапіром. В її центральній частині у 2012-му виявили Руновщинське газове родовище, а наступного року закладена на південному сході структури розвідувальна свердловина № 101 відкрила невелике газове родовище у пісчаних породах байоського ярусу (середня юра). Воно має два газонасичені пласта у інтервалах 612—636 метрів та 648—650 метрів.
Ресурси родовища за категорією С2 оцінюються у 349 млн м2.
Станом на другу половину 2010-х належна до структури НАК «Нафтогаз України» компанія «Укргазвидобування» намагалась отримати дозвіл на користування надрами Руновщинської ділянки, проте цьому процесу не сприяла Полтавська обласна рада.